# 中肾旁管
副中腎管（paramesonephric ducts）或稱米勒管（Müllerian ducts）是发生于中肾管外侧，由体腔上皮凹陷形成的纵行管道。在脊椎动物，雄性的已退化，雌性的发育成输卵管。
副中腎管在人类女性生殖系統中，为胚胎的成對導管，沿著生殖嵴的側面延伸，終止於早期泌尿生殖竇的竇結節。在女性中，它們將發育形成輸卵管、子宮、子宮頸和陰道的上三分之一。